# Olympische Winterspiele 2018/Eisschnelllauf – 1500 m (Männer)
1500 m Eisschnelllauf der Männer bei den Olympischen Winterspielen 2018.
Ausgetragen wurden die 1500 m im Eisschnelllauf der Männer am 13. Februar 2018 um 20:00 Uhr Ortszeit (12:00 Mitteleuropäischer Zeit) im Gangneung Oval. Die ersten beiden Plätze belegten mit Kjeld Nuis und Patrick Roest zwei Niederländer. Die Bronzemedaille gewann Kim Min-seok aus Südkorea. 

## Bestehende Rekorde
| Weltrekord         | Denis Juskow ( Russland)          | 1:41,02 min | Salt Lake City | 9. Dezember 2017 |
| Olympischer Rekord | Derek Parra ( Vereinigte Staaten) | 1:43,95 min | Salt Lake City | 19. Februar 2002 |

## Ergebnisse
| Rang | Athlet                | Land                             | Zeit (min) |
| ---- | --------------------- | -------------------------------- | ---------- |
| 1    | Kjeld Nuis            | Niederlande                      | 1:44,01    |
| 2    | Patrick Roest         | Niederlande                      | 1:44,86    |
| 3    | Kim Min-seok          | Südkorea                         | 1:44,93    |
| 4    | Haralds Silovs        | Lettland                         | 1:45,25    |
| 5    | Takuro Oda            | Japan                            | 1:45,44    |
| 6    | Bart Swings           | Belgien                          | 1:45,49    |
| 7    | Sindre Henriksen      | Norwegen                         | 1:45,64    |
| 8    | Joey Mantia           | Vereinigte Staaten               | 1:45,86    |
| 9    | Sverre Lunde Pedersen | Norwegen                         | 1:46,12    |
| 10   | Shane Williamson      | Japan                            | 1:46,21    |
| 11   | Koen Verweij          | Niederlande                      | 1:46,26    |
| 12   | Zbigniew Bródka       | Polen                            | 1:46,31    |
| 13   | Denny Morrison        | Kanada                           | 1:46,36    |
| 14   | Peter Michael         | Neuseeland                       | 1:46,39    |
| 15   | Brian Hansen          | Vereinigte Staaten               | 1:46,44    |
| 16   | Jan Szymański         | Polen                            | 1:46,48    |
| 17   | Joo Hyong-jun         | Südkorea                         | 1:46,65    |
| 18   | Sergei Trofimow       | Olympische Athleten aus Russland | 1:46,69    |
| 19   | Shani Davis           | Vereinigte Staaten               | 1:46,74    |
| 20   | Konrad Niedźwiedzki   | Polen                            | 1:47,07    |
| 21   | Vincent De Haître     | Kanada                           | 1:47,32    |
| 22   | Alexis Contin         | Frankreich                       | 1:47,33    |
| 23   | Mathias Vosté         | Belgien                          | 1:47,34    |
| 24   | Shota Nakamura        | Japan                            | 1:47,38    |
| 25   | Livio Wenger          | Schweiz                          | 1:47,76    |
| 26   | Reyon Kay             | Neuseeland                       | 1:47,81    |
| 27   | Andrea Giovannini     | Italien                          | 1:47,82    |
| 28   | Fjodor Mesenzew       | Kasachstan                       | 1:48,23    |
| 29   | Konrád Nagy           | Ungarn                           | 1:49,01    |
| 30   | Denis Kusin           | Kasachstan                       | 1:49,14    |
| 31   | Benjamin Donnelly     | Kanada                           | 1:49,68    |
| 32   | Xiakaini Aerchenghazi | Volksrepublik China              | 1:50,16    |
| 33   | Marten Liiv           | Estland                          | 1:50,23    |
| 34   | Tai William           | Chinesisch Taipeh                | 1:50,63    |
|      | Allan Dahl Johansson  | Norwegen                         | DNF        |